# Підкарпатська магістраль
Підкарпатська магістраль – кілька перших газопроводів в історії Польщі, котрі постачали природний газ видобутий неподалік від Коросно.
Вперше поклади газу на північний захід від Коросно виявили у 1906-му при бурінні свердловини у Вінниці (Winnicy). В наступні роки дали притоки газу свердловини в Бялковцях (Białkówce), Бжезувці, Ящеві, Мечинцях (Męcince). 
Використання цих ресурсів стартувало у 1916 році із прокладанням трубопроводу довжиною 6 км та діаметром 175 мм від Ящева до розташованого південніше нафтопереробного заводу у Єдліче (це підприємство, засноване у 1899 році, працює і понині у складі концерну PKN Orlen). В найближчі роки цей газопровід був продовжений на 5,6 км у південно-східному напрямку до Коросно для подачі ресурсу на нафтопереробний завод Став’ярського (Stawiarski W., Krościeńska Rafineria Olejów Mineralnych – засноване ще у 1858 році, це підприємство на відміну від єдлічського наразі вже неі снує). Окрім НПЗ від лінії живилась заснована у 1926 році ТЕС у Мечинцях (наразі у складі Єдліче), котра забезпечувала електроенергією весь район від Сяніка до Горлиць (приблизно по чотири десятки кілометрів на схід та захід від Коросно відповідно). В подальшому під час війни станція була пошкоджена відступаючими німцями, а у 1956-му закрита.
В 1920-1921 роках газопровід від Коросно продовжили у південному напрямку на 19,8 км до Івонич-Здруй. При цьому на першій ділянці до Лежан довжиною 7,3 км він мав діаметр 250 мм, наступну до Мейсце-Пястове довжиною 3,3 км виконали в діаметрі 150 мм, а завершальна ділянка довжиною 8,8 км мала діаметр 125 мм.
В 1919-му блакитне паливо із газодобувного району почали подавати і на захід. Для цього проклали трубопровід від Вінниці, котрий спершу досягав нафтопереробного заводу у Негловіце поблизу Ясло (започаткований у 1988 році, він проіснував до 2008-го, коли був закритий). Від Негловіце у 1920-му трасу продовжили до нафтопереробних заводів у Лібуші (заснований у 1872-му та закритий в 1937-му тодішнім власником Standard Nobel) та Glinik Mariampolski (наразі район міста Горлиці, завод тут існував з 1885-го до 2005-го). Ділянка траси від Негловіце до Glinik Mariampolski мала довжину 27 км та була виконана в діаметрі 250 мм. Завершальною частиною західного маршруту став відтинок довжиною 2 км до Горлиці, де газ використовували кілька дрібних промислових підприємств та муніципальне господарство.
Загальна довжина зазначених газопроводів, названих у сукупності Підкарпатською магістраллю, становила 68,2 км. Вони були розраховані на максимальний робочий тиск у 0,5 МПа.
Можливо також відзначити, що невдовзі за півтора десятки кілометрів на північний захід від Коросно відкрили значні поклади газу у родовищі Розтокі, що дозволило прокласти звідси трубопровід до Тарнува (1939) та Центральний газопровід (1939).